# Digitale Bibliotheek voor de Nederlandse Letteren
La Digitale Bibliotheek voor de Nederlandse letteren (DBNL) (« Bibliothèque numérique des Lettres néerlandaises » en néerlandais) est un site web consacré à la langue et à la littérature néerlandaise. Ce site comporte des textes littéraires, des études, commentaires et critiques littéraires ainsi que des informations complémentaires, telles des biographies, des portraits et des hyperliens. La DBNL est une initiative de la Stichting DBNL (« Fondation DBNL ») fondée en 1999 par la Maatschappij der Nederlandse Letterkunde (« Société littéraire néerlandase »). La mise en place de cette bibliothèque numérique a été rendue possible par des appuis financiers, parmi lesquels celui du NWO (Nederlandse Organisatie voor Wetenschappelijk Onderzoek, c'est-à-dire l'« Organisation néerlandaise pour la recherche scientifique ») et de la Nederlandse Taalunie.